# Callista
Callista är ett släkte av musslor. Callista ingår i familjen venusmusslor.
Kladogram enligt Catalogue of Life:
| Callista | \| \| Callista chione \| \| \| \| \| \| Callista eucymata \| \| \| \| |
|          | \| \| Callista chione \| \| \| \| \| \| Callista eucymata \| \| \| \| |
|          | Callista chione                                                       |
|          |                                                                       |
|          | Callista eucymata                                                     |
|          |                                                                       |

## Bildgalleri

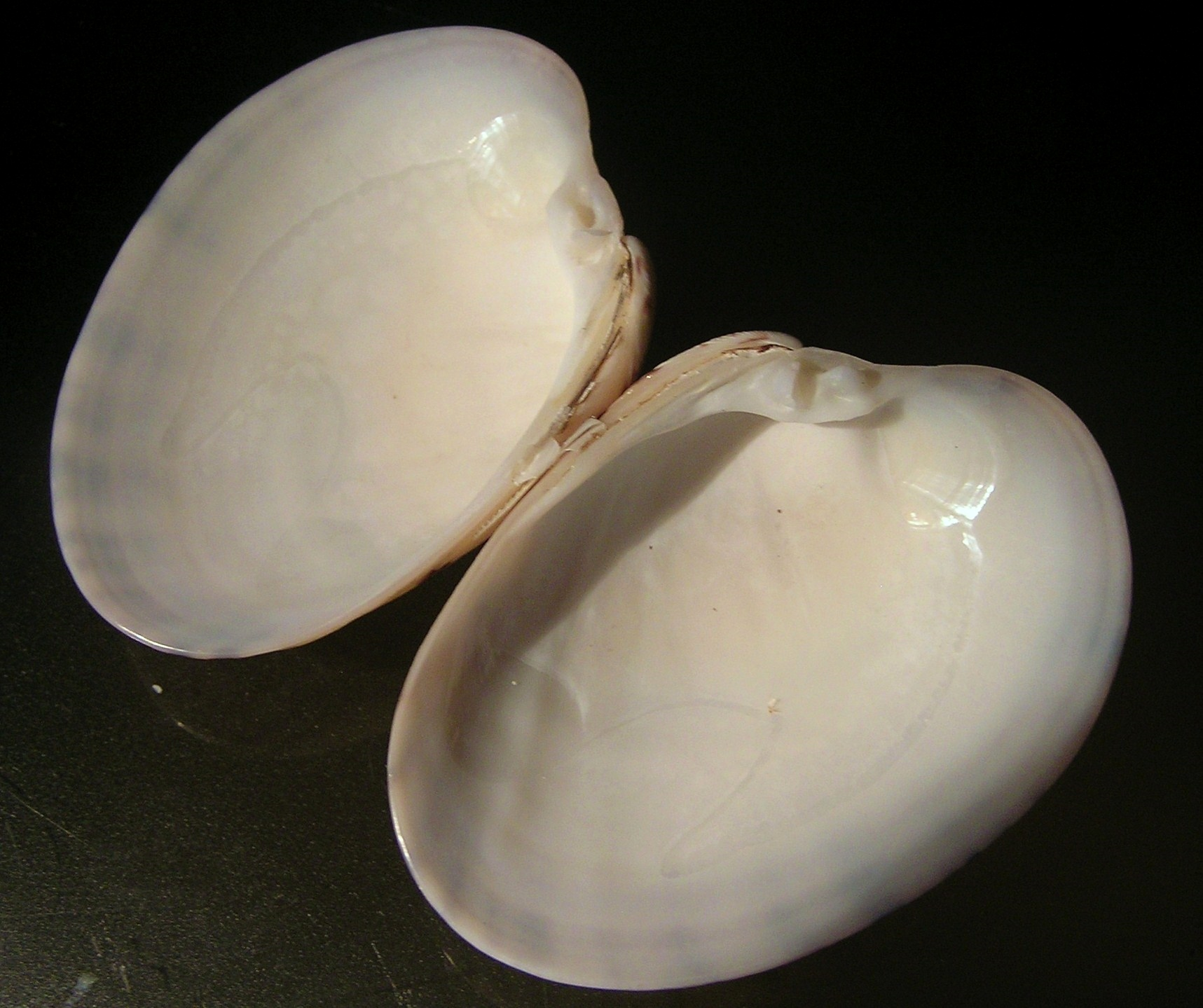
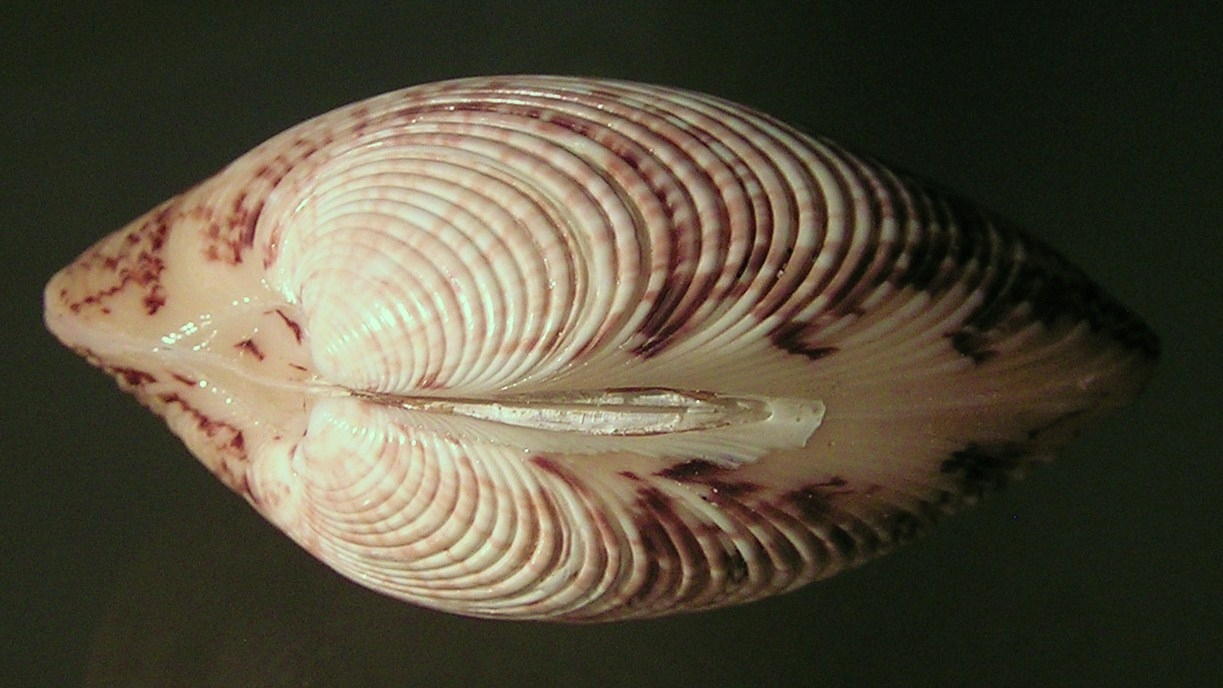
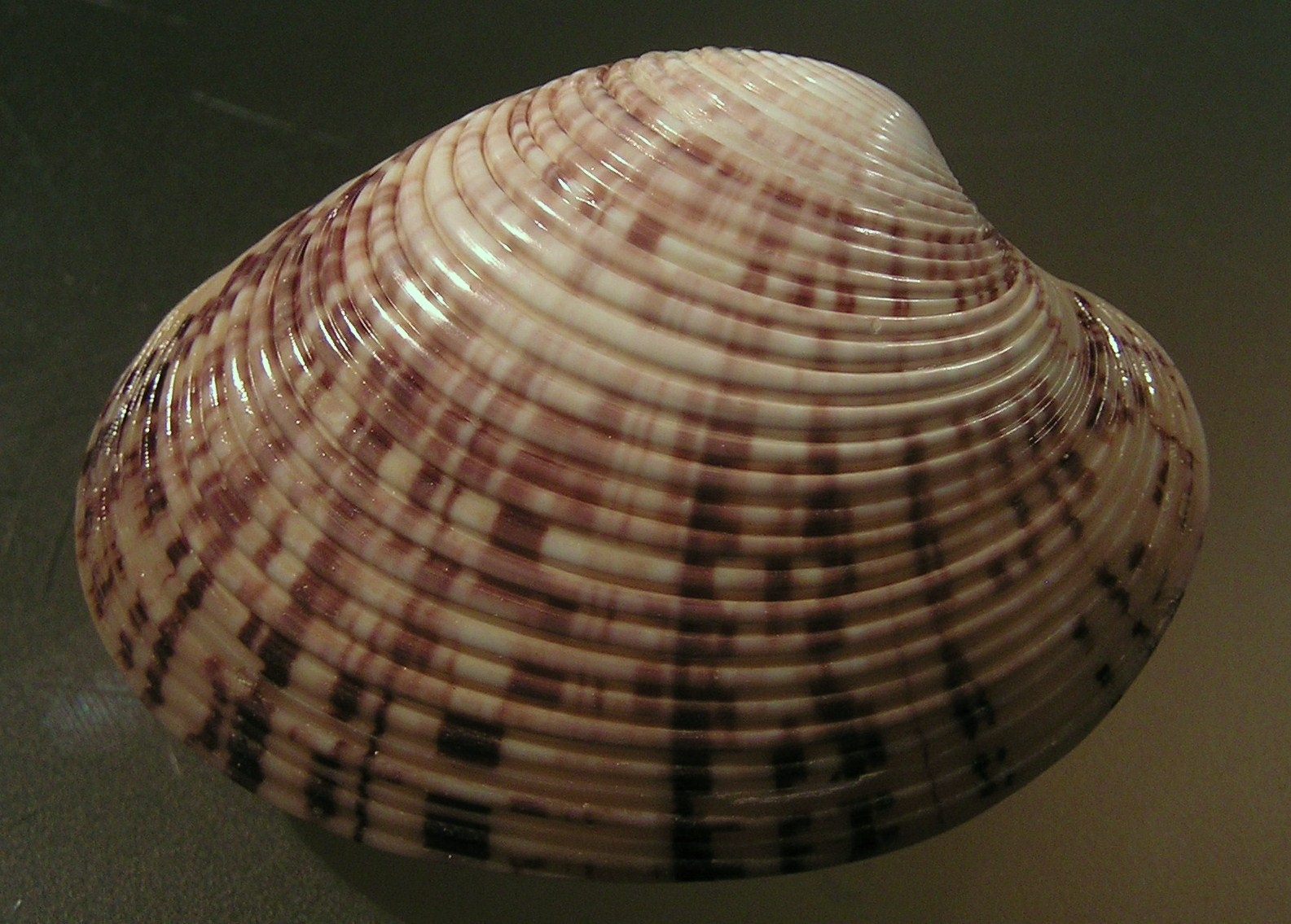
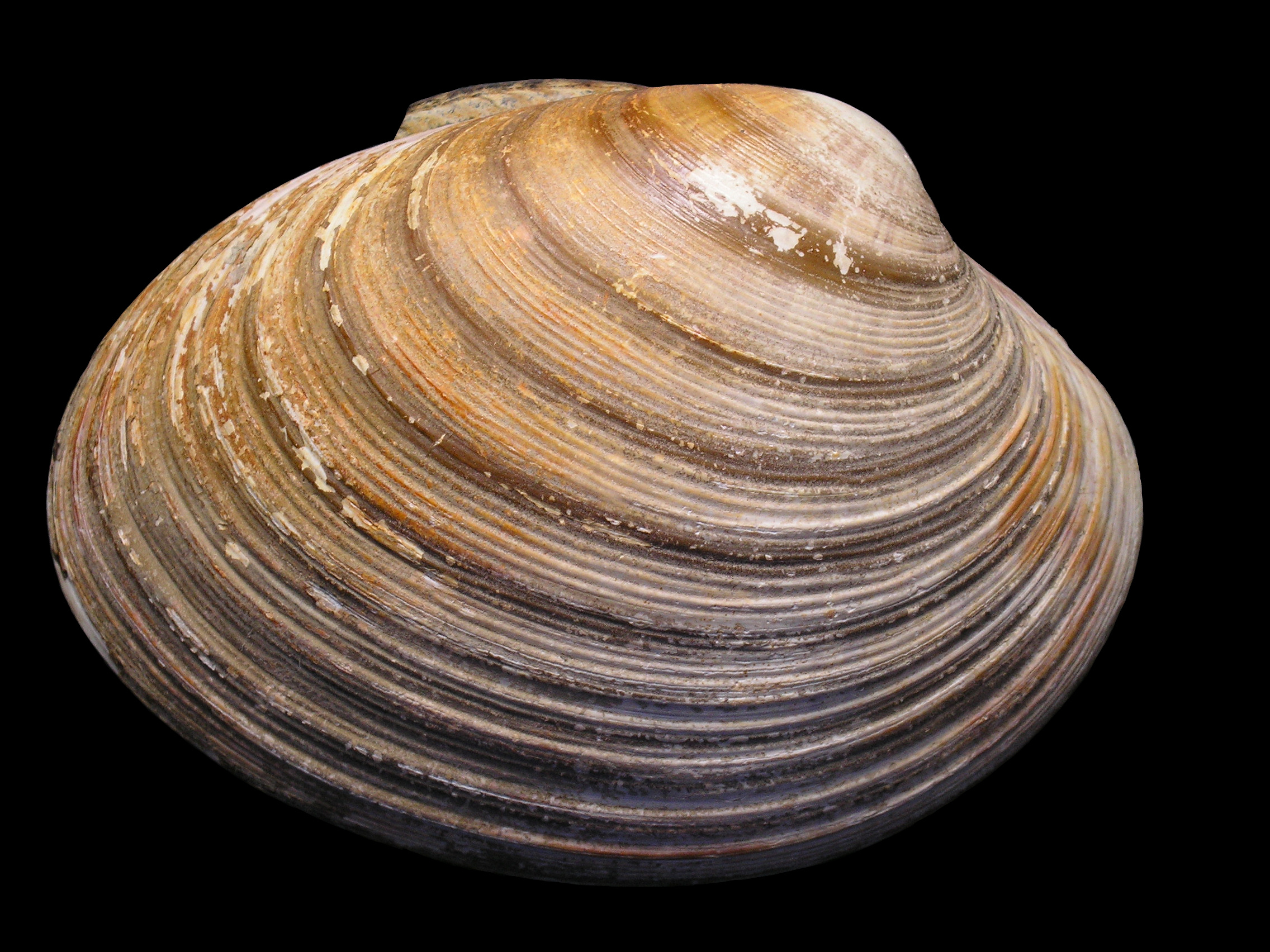
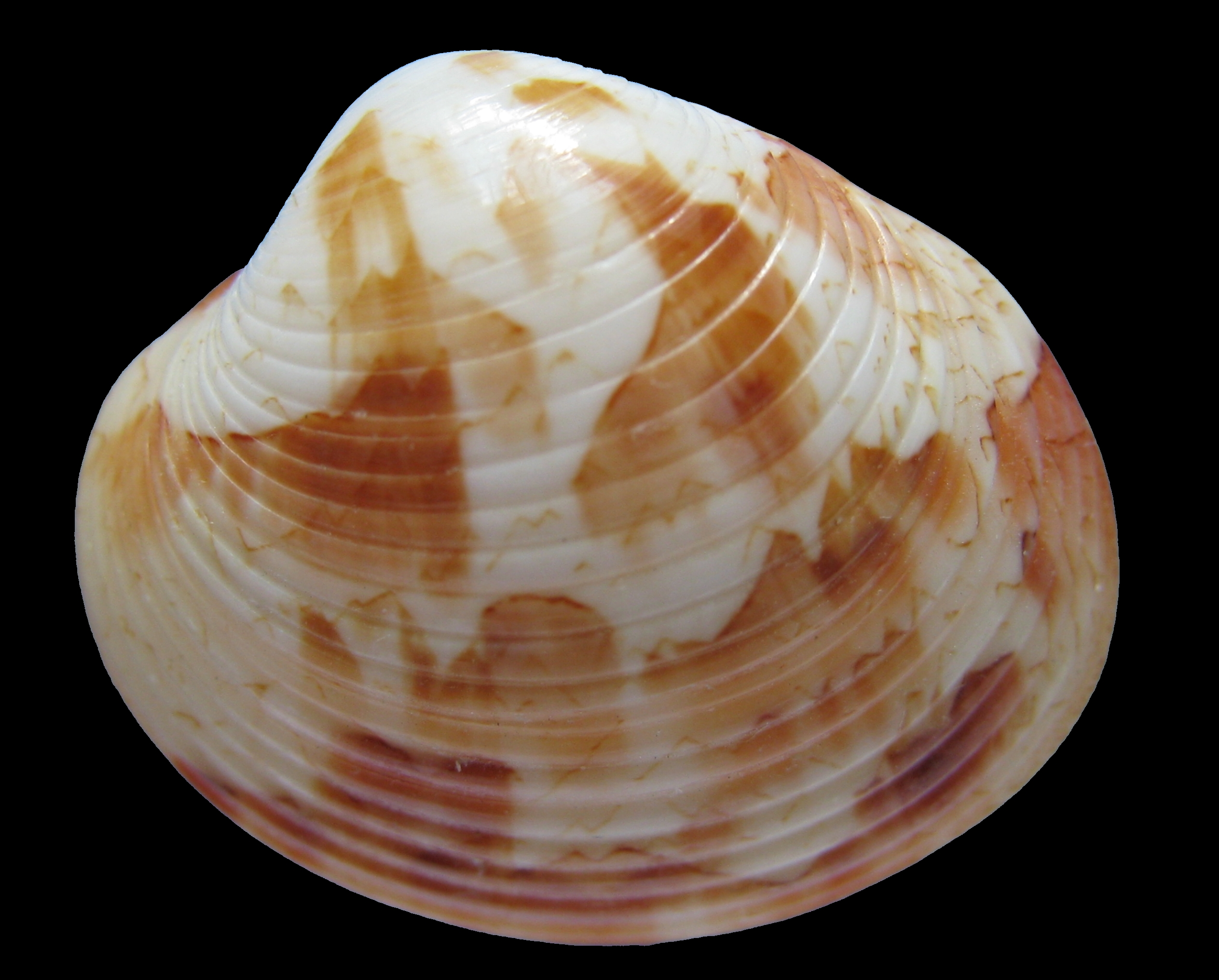